# Shahnon Ahmad
Pour les articles homonymes, voir Ahmad.
Dato' Haji Shahnon bin Ahmad, né le 13 janvier 1933 à Banggol Dedap (ms) (États malais fédérés) et mort le 26 décembre 2017 à Kajang (Malaisie), est un écrivain et ancien député malaisien, membre du Parti islamique malaisien (PAS). Il a reçu le Prix littéraire national en 1982 et était également professeur émérite à l'Universiti Sains Malaysia (en) à Penang.

## Résultat électoral

### Élection législative
| 1999 |  | PAS | Sik (en) | 13 546 | 50,63 | Élu |